# Stéphane Mallat

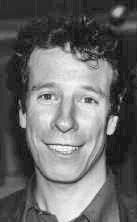
Stéphane Mallat

Stéphane Georges Mallat (* 1962) ist ein französischer Elektrotechniker und Mathematiker, der wichtige Beiträge zur Wavelet-Transformation leistete.
Mallat studierte an der École polytechnique (Abschluss 1984) und an der École nationale supérieure de Telecommunications (Abschluss 1985) in Paris. 1988 promovierte er in Elektrotechnik an der University of Pennsylvania bei Ruzena Bajcsy (Multiresoluton representations and wavelets). Ab 1988 war er Assistant Professor am Courant Institute of Mathematical Sciences of New York University, wo er heute Professor ist. Außerdem ist er Professor an der École Polytechnique und seit 2017 Professor am Collège de France.
Mallat entwickelte mit Yves Meyer Ende der 1980er Jahre die Multiskalenanalyse (MSA) oder Multiresolutionsanalyse (MRA) von Wavelets, die diese für Ingenieur-Anwendungen zum Beispiel in der Signalverarbeitung nutzbar machte und hinter der Schnellen Wavelet-Transformation (FWT) steht. Mit Sifen Zhong entwickelte er ein Wavelet-Verfahren in der Bildverarbeitung (Wavelet Transform Modulus Maxima Method), und er entwickelte auch Wavelet-Anwendungen in der Computergrafik. Er schrieb auch ein verbreitetes Lehrbuch über Wavelets.
1998 hielt er einen Plenarvortrag auf dem Internationalen Mathematikerkongress (ICM) in Berlin (Applied Mathematics meets Signal Processing). 2017 wurde er in die National Academy of Engineering gewählt. Von 1993 bis 1995 war er Sloan Research Fellow.

## Schriften
- A wavelet tour of signal processing: the sparse way, Academic Press, 1998, 3. Auflage 2009
- A theory of multiresolution signal decomposition: the wavelet representation, IEEE transactions pattern recognition and machine intelligence, Bd. 11, 1989, S. 674
- Multiresolution approximations and wavelet orthonormal basis of {\displaystyle L^{2}(R)}, Transactions AMS, Bd. 315, 1989, S. 69–87
- Wavelets for a vision, Proc. IEEE, Bd. 84, 1996, S. 604